# De Gaulle, l'homme à abattre
Pour plus de détails, voir Fiche technique et Distribution.
De Gaulle, l'homme à abattre est un film documentaire français réalisé en 2019 par Emmanuel Amara sur les relations, de 1940 à 1969, entre l'administration américaine et le général de Gaulle.

## Résumé
Inspiré de L'Ami américain, ouvrage écrit par Éric Branca en 2017, le film documentaire réalisé par Emmanuel Amara en 2019 retrace à l'aide d'images et de documents d'archives déclassifiées commentées par plusieurs journalistes, historiens et hommes politiques, l'histoire souterraine complexe des efforts de déstabilisation du général de Gaulle déployés par les présidents américains successifs et le bras armé de leur administration trente ans durant. 
De la Seconde Guerre mondiale à Mai 68 en passant par la Guerre d'Algérie, des manipulations politico-médiatiques au financement et au soutien logistique de ses opposants, rien n'est épargné à « ce gêneur », qui estime qu'« amitié ne doit jamais rimer avec vassalité », pour le faire plier à la volonté de puissance des États-Unis voire l'éliminer de la scène internationale, quand bien même il se montre le soutien le plus solide de la Maison-Blanche face à la menace nucléaire durant la guerre froide. 
À commencer, dès 1940, par Franklin Delano Roosevelt qui, arc-bouté sur la politique isolationniste des États-Unis, lui préfère le maréchal Pétain auquel il offre la Cadillac qui devient sa voiture officielle. Le président américain, qui ne se départira jamais de sa détestation initiale, n'accorde aucune confiance à de Gaulle et ne veut surtout pas le voir à la tête d'une France libérée, incitant même Winston Churchill à lui retirer son soutien.
Lorsque le Général revient au pouvoir quinze ans plus tard, en 1958, déterminé à défendre la souveraineté de la France, la CIA multiplie les tentatives de déstabilisation en apportant successivement son soutien au FLN puis à l'OAS à laquelle l'agence américaine fournit « dollars, camps d'entraînement en Espagne et armement »,. 
Après Mai 68, il se voit même accusé de vouloir trahir le camp occidental au profit de l'Union soviétique. Entre autres coups tordus, le film d'Alfred Hitchcock, L'Étau (1969), cofinancé par le Département d'État américain, illustre de manière éloquente la guerre larvée menée par les États-Unis pour tenter de le faire passer pour un agent soviétique.
À cette même époque, l'Agence, selon les propos du Général rapportés par son petit-fils, aurait financé Jacques Sauvageot, figure de Mai 68.
« Une chose est sûre : les moyens déployés pour savonner la planche au dirigeant français attestent que, de l'autre côté de l'Atlantique, on ne minimisait pas l'adversaire ».
Seul Richard Nixon partagea totalement le point de vue de De Gaulle et, suivant ses conseils, « fit plus pour la paix du monde qu'aucun de ses prédécesseurs » : accords sur le désarmement avec Moscou, retrait du Vietnam, reconnaissance de la Chine, etc..

## Fiche technique
- Réalisation : Emmanuel Amara
- Écriture : Emmanuel Amara, Grégory Schnebelen
- Conseiller historique : Éric Branca
- Image : Émeric Nicolas
- Montage : Raphaël Bourdelon
- Voix off : Pierre Alam
- Musique originale : Jean-Claude Mejstelman
- Mixage : Philippe Latron
- Étalonnage : Marie Gascoin
- Documentaliste : Antoine Dauer
- Producteur : Grégory Schnebelen
- Coproduction : Interscoop, Chérie Bibi Productions, Mediatika, LCP - Assemblée nationale
- Participation : Toute l'Histoire, Fondation Charles-de-Gaulle, Mediawan, CNC
- Durée : 55 minutes

## Origine des documents et images d'archives
- Atelier des archives
- INA
- US National Archives
- Footage Farm
- United States Holocaust Memorial Museum
- Kennedy Library
- LBJ Library
- FDR Library
- Eisenhower Library

## Personnalités contemporaines intervenantes
- Frédéric Salat-Baroux, historien
- Éric Branca, historien
- François Kersaudy, historien
- Yves de Gaulle, petit-fils de Charles de Gaulle
- Annie Lacroix-Riz, historienne
- Jean-Noël Jeanneney, historien
- Jean-Louis Debré, ancien président de l'Assemblée nationale et du Conseil constitutionnel
- Frédéric Charpier, journaliste, écrivain
- Gilles Munier, auteur
- Jean-Pierre Chevènement, ancien ministre

## Personnalités, organisations et événements cités
- Seconde Guerre mondiale
- Adolf Hitler à Paris
- Empire colonial français
- Bataille d'Angleterre
- Résistance dans l'Europe occupée par les nazis
- Harrison Freeman Matthews (en)
- Troisième République
- Franklin Delano Roosevelt
- Charles de Gaulle
- Appel du 18 Juin
- Winston Churchill
- 28 juin 1940
- France libre
- Régime de Vichy
- Philippe Pétain
- 10 juillet 1940
- Zone non occupée
- Reconnaissance diplomatique par les États-Unis
- Roosevelt offre une Cadillac à Pétain[5]
- William Leahy
- François Darlan
- Gouvernement François Darlan
- Commissariat général aux questions juives
- Collaboration avec le régime nazi
- Amérique isolationniste
- Alexis Leger
- René de Chambrun
- Pierre Laval
- Jean Monnet
- Bataille du ciel
- Front de l'Est
- Attaque de Pearl Harbor
- Entrée en guerre des États-Unis
- Deutsches Afrikakorps
- Campagne d'Italie
- Robert Murphy
- Relations avec les milieux vichystes en Algérie
- Jacques Lemaigre Dubreuil
- Henri Giraud
- Débarquement allié du 8 novembre 1942 en Afrique du Nord
- Dwight D. Eisenhower
- Situation politique en Afrique française libérée
- Haut-commissariat de France en Afrique
- Comité national français
- Comité français de libération nationale
- OSS
- Conférence de Casablanca
- Philippe Leclerc de Hauteclocque
- Résistance intérieure française
- Jean Moulin
- AMGOT
- 2e DB
- Résistance communiste
- 28e division d'infanterie (États-Unis)
- Joseph Staline
- Zone d'occupation française en Allemagne
- Émeutes de Sétif
- DST
- Kermit Roosevelt, Jr.
- Quatrième République
- René Coty
- Wells Stabler (en)[6]
- Guy Mollet
- SFIO
- CIA
- 2 juin 1958
- John Foster Dulles
- OTAN
- Liste des bases de l'OTAN en France
- Guerre d'Algérie
- Michel Debré
- FLN
- UBS
- Irving Brown
- AFL - CIO
- DST
- Référendum du 8 janvier 1961
- Putsch du 21 avril 1961
- OAS
- Algérie française
- Alfred Ulmer (en)[7]
- Accords d'Évian du 18 mars 1962
- Force de dissuasion nucléaire française
- Gerboise bleue
- Lyndon B. Johnson
- James Angleton
- Philippe Thyraud de Vosjoli
- SDECE
- Anatoli Golitsyne
- KGB
- Jacques Foccart
- Georges Pâques
- Pacte de Varsovie
- Impérialisme américain
- L'Étau
- Mai 68
- Jacques Sauvageot
- Référendum constitutionnel français de 1969
- Richard Nixon
- 9 novembre 1970

## Diffusions, débat et critiques
Le documentaire est diffusé en 2020, à l'occasion du 50e anniversaire de la mort du Général, sur La Chaîne parlementaire dans le cadre de l'émission « DébatDoc » titrée De Gaulle : les USA voulaient-ils sa tête présentée par Jean-Pierre Gratien. André Kaspi, historien et spécialiste de l'histoire des États-Unis, ancien directeur du Centre de Recherche d'Histoire nord-américaine et Éric Branca, historien et journaliste, ancien directeur de Valeurs actuelles, auteur de l'ouvrage L'Ami américain et conseiller historique pour le documentaire inspiré de son ouvrage, sont invités au débat. André Kaspi relativise quelques points, concernant notamment Jean Monnet, de la thèse du film et des propos développés par Éric Branca. 
Le documentaire est ensuite diffusé à plusieurs reprises entre 2020 et 2024 et disponible en replay sur la Chaîne parlementaire. Pour la revue Historia, le documentaire, qui comporte des dizaines d'anecdotes, illustre « de manière édifiante la façon dont les États-Unis ont cherché à affaiblir un « empêcheur de tourner en rond ». Pour Télérama, le film « un brin aride et parfois fort complexe, mais bien fichu » illustre, à travers les récits d'« historiens prestigieux » et de « gaullistes fervents » une « jolie leçon de realpolitik ».